# Gabriel Edgardo Aguilera Peralta
Gabriel Edgardo Aguilera Peralta (* 13. Dezember 1940 in Guatemala-Stadt) ist ein guatemaltekischer Diplomat.

## Leben
Gabriel Peralta studierte Rechts- und Sozialwissenschaften in Guatemala sowie Politikwissenschaften an der Universität Freiburg.
Von 1980 bis 1882 war er Direktor des Mittelamerikanischen Programms für Sozialwissenschaften des Mittelamerikanischen Universitätenrats CSUCA in Costa Rica. 1986 bis 1989 hat er mit der Lateinamerikanischen Fakultät für Sozialwissenschaften (FLACSO) in Costa Rica und 1989 bis 1995 in Guatemala gearbeitet. Er war Professor an der San Carlos Universität und der Rafael Landivar Universität in Guatemala.
Peralta war von 1996 bis 1999 und von 2002 bis 2004 Staatssekretär im Auswärtigen Amt von Guatemala. Danach koordinierte er Friedens- und Sicherheitsprojekte in Guatemala.
Von 2008 bis 2010 war er Botschafter der Regierung von Guatemala in Deutschland und von 2010 bis 2014 in Peru. Gegenwärtig ist er Botschafter in den Niederlanden.

## Veröffentlichungen
- La Violencia en Guatemala como fenomeno politico 1970
- La Integracion Militar Centroamericana, 1975
- La dialectica del terror en Guatemala, 1981
- El Fusil y el olivo : la cuestion militar en Centroamerica. 1989
- Buscando la paz : el bienio 1994–1995 (Mitautor)
- Buscando la seguridad : seguridad ciudadana y consolidación democrática en Guatemala (Mitautor)
- Derechos humanos : textos fundamentales (Herausgeber)
- El Espejo sin reflejo : la negociación de paz en 1993 (Mitautor)
- Mujer y lucha social (Herausgeber)
- Realizar un imaginario: el proceso de paz en Guatemala